# Reynold B. Johnson
Reynold B. Johnson (*  7. Juli 1906 bei Dassel, Minnesota; † 15. September 1998 in Palo Alto, Kalifornien) war ein US-amerikanischer Erfinder, der bei IBM 1956 das erste Festplattenlaufwerk entwickelte (IBM 350).
Johnson war der Sohn schwedischer Einwanderer und wuchs auf einer Farm auf. Er zeigte früh technisches Talent und studierte an der University of Minnesota, um Lehrer zu werden. Nach dem Abschluss 1929 unterrichtete er an einer High School Naturwissenschaft und Mathematik, bis er 1933 seine Anstellung aufgrund von Budgetkürzungen in der Großen Depression verlor. Er erfand während seiner Zeit als Lehrer eine Maschine, die Prüfungsbögen automatisch auswertete, was ihm die Aufmerksamkeit von IBM verschaffte, die sein Patent aufkauften und ihn 1934 in ihrem Forschungslabor in Endicott anstellten. Seine Erfindung wurde von IBM ab 1937 vermarktet (IBM 805 Test Scoring Machine). Er entwickelte eine Technik, die mit Stiften erzeugte Markierungen auf Testbögen (Mark sensed in IBM Jargon)  in Lochkarten umwandelte. Die Methode fand in den USA weite Verbreitung und war auch als elektrographische Methode bekannt.
1952 wurde er an die Westküste entsandt, um das Forschungslabor in San José aufzubauen und zu leiten. Dort wurde 1956 unter seiner Leitung das erste Festplattenlaufwerk entwickelt, das als IBM 350 als Teil des IBM 305 RAMAC Computers vermarktet wurde (wobei RAMAC für Random Access Method of Accounting and Control stand). Beteiligt waren auch Louis Stevens, William A. Goddard, John Lynott. 1966 wurde er IBM Fellow. 1971 ging er bei IBM in den Ruhestand. 
Er gründete danach seine eigene Beratungsfirma Education Engineering Associates, in der er Unterrichtshilfsmittel entwickelte. Unter anderem ein Microphonograph, der akustisch Erläuterungen abgab, wenn ein Kind damit auf ein Wort oder ein Bild in einem Buch zeigte. Die Erfindung wurde von Fisher-Price in ihren Talk to me Books verwendet. 
Johnson hielt mehr als 90 Patente. 1986 erhielt er die National Medal of Technology. 1996 erhielt er das Certificate of Merit des Franklin Institutes. Er war Mitglied der National Academy of Engineering.
Er war verheiratet und hatte zwei Söhne und eine Tochter.